# Korjukivka
Korjukivka (in ucraino Корюківка?; in russo Корюковка?, Korjukovka) è una città ucraina (12 202 abitanti) nel distretto di Korjukivka, nell'oblast' di Černihiv, in Ucraina. Ospita l'amministrazione della comunità territoriale di Koryukivka, una delle comunità territoriali dell'Ucraina.
Koryukivka è il più grande insediamento in Europa distrutto durante un'operazione punitiva nazista. Quasi 7.000 vittime e più di 1.200 case furono distrutte in due giorni - il 1º e il 2 marzo 1943.